# Masiripius zizyphi
Masiripius zizyphi är en insektsart som beskrevs av Bergevin 1922. Masiripius zizyphi ingår i släktet Masiripius och familjen dvärgstritar. Inga underarter finns listade i Catalogue of Life.